# Antichi rioni di Catanzaro
Catanzaro è formata da vari rioni e sobborghi nati nelle diverse epoche attraversate dalla città.
I più caratteristici sono:
- Grecìa

(Vincenzo D'Amato, Memorie historiche dell'illustrissima, famosissima, fedelissima città di Catanzaro, 1670)
È il più antico rione cittadino, contrastanti sono le ipotesi sulla sua origine. Le più accreditate affermano che fu l'antica area che accolse i cittadini Greci che vennero dalla costa in seguito alle invasioni Saracene.
- Piazza Mercanti

Oggi Piazza Grimaldi, era il centro economico della città posta a in uguale distanza dalla Porta Marina e dalla Porte Granara era facilmente raggiungibile dai mercanti che provenivano dai quartieri marinari e da quelli presilani. In questo rione erano situate le principali attività economiche e commerciali così lo descrive Luise Gariani:
- La Filanda

Via Filanda, situata nel rione chiamato Maddalena era il quartiere in cui avveniva la lavorazione della seta. La sua posizione molto ventilata consentiva il perfetto svolgersi delle varie operazioni seriche. Anticamente chiamato San Nicolà Favatà o delle donne per l'omonima chiesa costruita dai Bizantini, venne ribattezzato Filanda da quando il setaiolo Primocerio vi costruì uno dei primi filatoi.
- Coculi

Attualmente riconducibile a Piazza Larussa, erano un quartiere popolare in cui era situato il mercato alimentare e numerose botteghe. Proprio dai prodotti venduti in questo rione, in gran parte, uova, frutta, noci e nocciole deriva il nome coculi che significa ciottoli, ma che era utilizzato per identificare gli oggetti di dimensioni piccole e tondeggianti. Nei tempi più recenti molti abitanti di questo rione si trasferirono in nuovi quartieri popolari costruiti a sud della città.
- Case Arse

Rione osservabile dal terrazzo del complesso monumentale San Giovanni, ex castello Normanno. Anticamente era chiamato "Paradiso" per la vista della costa che si può ammirare. Il nome fu mutato dopo il 1461 anno in cui la città si ribellò al Marchese Centelles considerato un uomo avido e senza pietà. L'assalto al castello avvenne l'8 maggio del 1461 e il marchese fu costretto alla fuga, ma divampò un grosso incendio che colpi il quartiere adiacente al castello.
- Marina

Quartiere Marina nel 1923

È il quartiere costiero della città, anticamente chiamato Villaggio Marina è situato tra il torrente Fiumarella ed il Corace e rientra all'area dell'antica Scolacium. Sbocco naturale verso il mare della città fu abitato dapprima da pescatori che scendevano dai colli e che successivamente vi si stabilirono stabilmente.
- Gelso Bianco

Era il rione in cui erano situate le piantagioni di gelso bianco utilizzato come nutrimento per i bachi da seta.
- Gagliano

Situato a nord est del centro storico, sul colle anticamento chiamato Petrusa, è un quartiere antico che secondo alcuni studioso deve il suo nome alla residenza dei potenti senatori Romani Gallio. In epoca medioevale il nome era Gallianum, che successivamente mutò diventando l'attuale Gagliano.
- Porta Marina

(Gariani)

Antica Porta di Mare

Attualmente rione Bellavista era la principale entrata al borgo antico della città, il suo nome deriva dalla posizione rivolta verso il mare.
- Fontana Vecchia

(De Lorenzis)
Già rione Fuori Porta, il nome deriva dalla presenza di una delle fontane più antiche della città.
- Vurgheddi

Deriva dal termine dialettale vurga che significa pozzo o pozzanghera, per la presenza di pozze d'acqua stagnanti. Le vurghe si formavano dall'acqua che scendeva dal colle del Vescovato situato in posizione sopraelevata rispetto al rione.
- Scinduta dei Forgi

Attualmente chiamato Discesa Gradoni era la sede di varie botteghe artigianali del ferro e di manischalchi.
- Vico Carbonai

Era il rione della produzione di carbone vegetale, che proveniva dalle campagne circostanti la città ed era trasportato per la lavorazione da carovane di asini attraverso la Porta Pratica.